# Germano Gambini
Germano Gambini (Bologna, 14 dicembre 1931 – Bologna, 28 dicembre 2010) è stato un cestista e dirigente sportivo italiano.

## Carriera
Ha militato per 10 stagioni nella Virtus Bologna, squadra con cui ha vinto due scudetti. A fine carriera ha giocato anche nella Fortitudo Bologna, di cui è stato presidente negli anni ottanta.

## Palmarès
- Campionato italiano: 2

Virtus Bologna: 1954-1955, 1955-1956